# Dennis Schnurr
Dennis Marion Schnurr (ur. 21 czerwca 1948 w Sheldon) – amerykański duchowny katolicki, arcybiskup Cincinnati w latach 2009–2025.
Urodził się w wielodzietnej rodzinie, ma dwóch braci i trzy siostry. Ukończył Spalding Catholic School w Granville, a także Loras College w Dubuque. Kształcił się również na Uniwersytecie Gregoriańskim w Rzymie i uzyskał tam magisterium z teologii. Sakrament święceń otrzymał 20 lipca 1974 z rąk ówczesnego ordynariusza diecezji Sioux City Franka Gretemana. W 1977 rozpoczął studia na Katolickim Uniwersytecie Ameryki, zakończył je doktoratem z prawa kanonicznego. Przez następne lata służył w diecezji Sioux City jako zastępca kanclerza, kanclerz, zarządca finansów diecezji, sędzia trybunału diecezjalnego i sekretarz rady kapłańskiej. Od 1985 pracował w Nuncjaturze Apostolskiej w Waszyngtonie. W 1993 otrzymał godność prałata.
18 stycznia 2001 mianowany został biskupem diecezji Duluth. Sakrę otrzymał z rąk abpa Harry'ego Flynn'a, ówczesnego zwierzchnika archidiecezji St. Paul i Minneapolis. Od 17 stycznia 2008 sprawował funkcję koadiutora w archidiecezji Cincinnati. 21 grudnia 2009, po przejściu na emeryturę abpa Daniela Pilarczyka, objął rządy w metropolii. Paliusz otrzymał z rąk papieża Benedykta XVI 29 czerwca 2010.
12 lutego 2025 papież Franciszek przyjął jego rezygnację z urzędu i jako następcę mianował arcybiskupa Roberta Casey.